# Estádio Municipal Castor Cifuentes
O Estádio Municipal Castor Cifuentes é um estádio de esportes, situado em Nova Lima, em Minas Gerais. O estádio foi inaugurado em 1930. É o campo onde o Villa Nova manda suas partidas. Nele o Villa Nova conquistou o tetracampeonato mineiro em 1932/1933/1934/1935, foi “supercampeão” mineiro em 1951, venceu a Copa Centro Sul do Brasil em 1968 e campeão brasileiro da Série B em 1971, entre outros.

## História
Desde a sua fundação, o Villa Nova sempre jogou no espaço onde se localiza o atual estádio, no campo que pelas suas acanhadas proporções e pela força de seus times, era conhecido por Alçapão do Bonfim, recebendo o nome de Castor Cifuentes após a morte deste lendário presidente alvirubro, em 1936.
Em 1978, a Mineração Morro Velho, proprietária do terreno do estádio, efetuou a doação do mesmo para o Villa Nova, na gestão do presidente Jairo Gomes.
Em 17 de abril de 1982 foram inaugurados os refletores, em partida disputada contra a Palmeiras, de São Paulo que contou com a presença de 10.000 torcedores, que proporcionaram uma renda de Cr$ 1.450.000,00, terminando esta peleja com a vitória do Villa por 2 a 1, quando ainda existiam arquibancadas de madeira na antiga estrutura.
No ano de 1985, em 27 de outubro, após grande briga campal em partida disputada contra o América, que terminou com derrota do Leão por 1 a 0, o campo foi interditado e desapropriado pela Prefeitura de Nova Lima, só voltando a reabrir cerca de três anos depois. Nesse período, o Villa Nova mandou jogos no Mineirão, no Independência e também em Pará de Minas, no Estádio Ovídio de Abreu, de propriedade do Paraense Esporte Clube.

## Homenagem a Castor Cifuentes
O nome dado ao estádio foi mantido em homenagem ao Presidente Castor Cifuentes que comandou a execução da obra inicial que começou a dar forma ao futuro estádio, e depois apelidado de Penidão pelo Prefeito Vitor Penido, que reformou todo a estrutura dando condições melhores ao espaço que a partir daquele momento justificava o nome de estádio, com toda a sua estrutura de cimento, já que antes se enquadrava na antiga definição de campo (espaço com estrutura um tanto menos sofisticada), reinaugurando-o em 15 de outubro de 1989 em partida amistosa contra o time do Guarani Futebol Clube, de Campinas, tendo então capacidade para receber até 15.000 torcedores e tido lotação máxima neste dia, em jogo que proporcionou uma renda de NCz$ 150.000,00, mesmo público presente estimado da vitória de 4 a 0 do Villa sobre o Araxá na final do Módulo II 1995, realizada em 6 de agosto de 1995 com portões abertos.
Hoje, Estádio Castor Cifuentes é chamado carinhosamente pela torcida de Alçapão do Bonfim, pela sua história, tendo  a sua capacidade sido diminuida por conta de novas medidas visando o conforto e a segurança do público, atendendo atualmente 5.160 pessoas.